# Lekkoatletyka na Letnich Igrzyskach Paraolimpijskich 2012 – 100 metrów T12 kobiet
W biegu na 100 metrów kl. T12 kobiet podczas Letnich Igrzysk Paraolimpijskich 2012 rywalizowało ze sobą 17 zawodniczek. W konkursie udział wzięły osoby niewidome lub bardzo słabo widzące.

## Wyniki

### Eliminacje

#### Bieg 1
| Miejsce | Zawodniczka              | Państwo  | Czas  | Uwagi |
| ------- | ------------------------ | -------- | ----- | ----- |
| 1.      | Alice de Oliveira Correa | Brazylia | 12.81 | Q, PB |
| 2.      | Anna Kaniuk              | Białoruś | 12.97 | q     |
| 3.      | Hanah Ngendo Mwangi      | Kenia    | 13.58 | PB    |
| 4.      | Maria Elisa Muchavo      | Mozambik | 13.97 | SB    |

#### Bieg 2
| Miejsce | Zawodniczka      | Państwo   | Czas  | Uwagi |
| ------- | ---------------- | --------- | ----- | ----- |
| 1.      | Oksana Boturczuk | Ukraina   | 12.24 | Q, WR |
| 2.      | Hanka Kolnikova  | Słowacja  | 12.64 | q, PB |
| 3.      | Eva Ngui         | Hiszpania | 13.32 |       |
| 4.      | Liu Miaomiao     | Chiny     | 13.51 | SB    |

#### Bieg 3
| Miejsce | Zawodniczka     | Państwo         | Czas  | Uwagi |
| ------- | --------------- | --------------- | ----- | ----- |
| 1.      | Libby Clegg     | Wielka Brytania | 12.17 | Q, WR |
| 2.      | Wolha Zinkewicz | Białoruś        | 12.78 | q, PB |
| 3.      | Sara Martinez   | Hiszpania       | 13.27 | PB    |

#### Bieg 4
| Miejsce | Zawodniczka         | Państwo    | Czas  | Uwagi |
| ------- | ------------------- | ---------- | ----- | ----- |
| 1.      | Zhu Daqing          | Chiny      | 12.13 | Q, WR |
| 2.      | Assia El Hannouni   | Francja    | 12.52 | q, PB |
| 3.      | Miyassar Ibragimova | Uzbekistan | 12.80 | q, PB |

#### Bieg 5
| Miejsce | Zawodniczka          | Państwo | Czas  | Uwagi |
| ------- | -------------------- | ------- | ----- | ----- |
| 1.      | Zhou Guohua          | Chiny   | 11.91 | Q, WR |
| 2.      | Daineris Mijan       | Kuba    | 12.79 | q, PB |
| 3.      | Elisabetta Stefanini | Włochy  | 13.20 | q     |

### Półfinały

#### Bieg 1
| Miejsce | Zawodniczka          | Państwo  | Czas  | Uwagi |
| ------- | -------------------- | -------- | ----- | ----- |
| 1.      | Zhou Guohua          | Chiny    | 12.11 | Q     |
| 2.      | Assia El Hannouni    | Francja  | 12.34 | PB    |
| 3.      | Hanka Kolnikova      | Słowacja | 12.77 |       |
| 4.      | Elisabetta Stefanini | Włochy   | 13.36 |       |

#### Bieg 2
| Miejsce | Zawodniczka              | Państwo    | Czas  | Uwagi |
| ------- | ------------------------ | ---------- | ----- | ----- |
| 1.      | Zhu Daqing               | Chiny      | 12.52 | Q     |
| 2.      | Wolha Zinkewicz          | Białoruś   | 12.85 |       |
| 3.      | Miyassar Ibragimova      | Uzbekistan | 12.87 |       |
| 4.      | Alice de Oliveira Correa | Brazylia   | 13.02 |       |

#### Bieg 3
| Miejsce | Zawodniczka      | Państwo         | Czas  | Uwagi |
| ------- | ---------------- | --------------- | ----- | ----- |
| 1.      | Libby Clegg      | Wielka Brytania | 12.23 | Q     |
| 2.      | Oksana Boturczuk | Ukraina         | 12.34 | q     |
| 3.      | Daineris Mijan   | Kuba            | 12.91 |       |
| 4.      | Anna Kaniuk      | Białoruś        | 13.22 |       |

### Finał
| Miejsce | Zawodniczka      | Państwo         | Czas  | Uwagi |
| ------- | ---------------- | --------------- | ----- | ----- |
|         | Zhou Guohua      | Chiny           | 12.05 |       |
|         | Libby Clegg      | Wielka Brytania | 12.13 | RR    |
|         | Oksana Boturczuk | Ukraina         | 12.18 | PB    |
| 4.      | Zhu Daqing       | Chiny           | 12.20 |       |